# 다치바나다 겐토
다치바나다 겐토(일본어: 橘田 健人, 1998년 5월 29일 ~ )는 일본의 축구 선수로 포지션은 수비형 미드필더이며 현재 J1리그 가와사키 프론탈레 소속이다.

## 구단 경력
그는 2021년 J1리그의 가와사키 프론탈레에 입단했다. 2021년 J1리그 우승, 2022년 J1리그 준우승을 차지했다. 2023년 천황배 우승을 차지했다. 2025년에 AFC 챔피언스리그 엘리트 준우승. 